# Quartetto per archi n. 1 (Mozart)
Il Quartetto per archi n. 1 in sol maggiore K. 80, detto Quartetto di Lodi, è il primo della serie di ventitré quartetti per archi di Wolfgang Amadeus Mozart, composto il 15 marzo 1770. 
Mozart, all'epoca quattordicenne, ultimò questo quartetto, nella sua forma originaria in tre movimenti, durante il suo primo viaggio in Italia, più precisamente a Lodi, in un albergo dove lui e suo padre si erano fermati nel tragitto fra Milano e Bologna. Più tardi, forse nel 1773, Mozart aggiunse, come quarto movimento, il Rondò finale. 

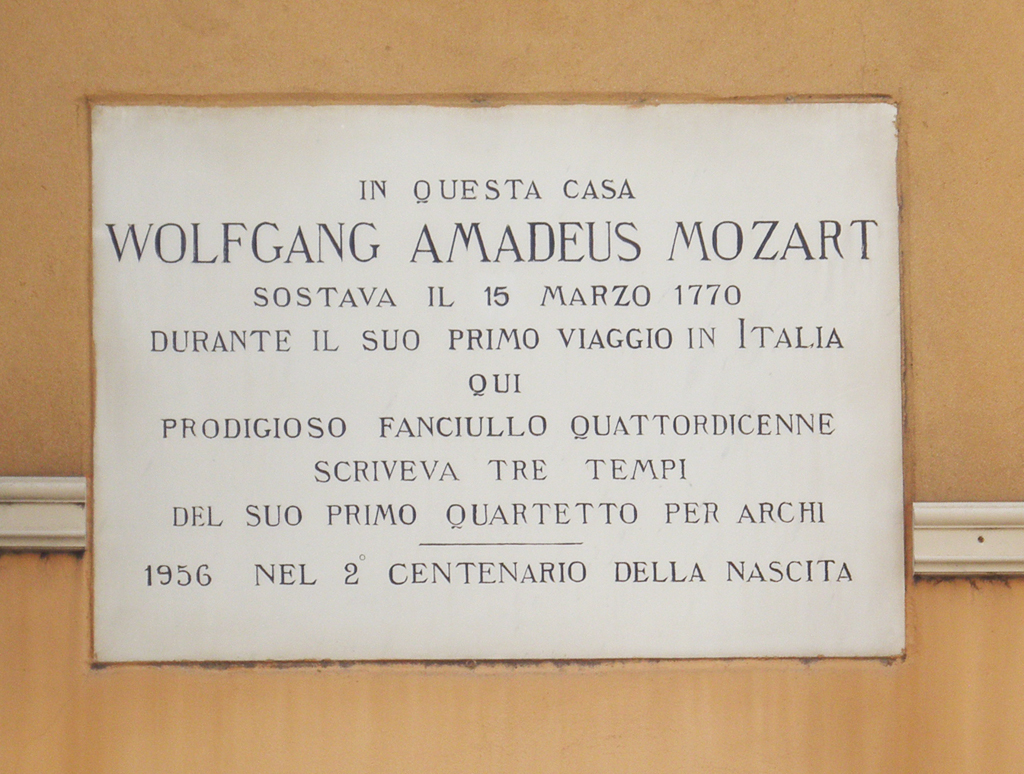
Targa commemorativa a Lodi

A fungere da modello per il giovane compositore furono probabilmente i Concertini a 4 istromenti soli di Giovanni Battista Sammartini, che erano stati pubblicati nel 1766-67; nel febbraio 1770, a Milano, Mozart conobbe personalmente Sammartini. Fra gli altri compositori che potrebbero aver influenzato questo primo quartetto mozartiano si possono annoverare Luigi Boccherini e Baldassarre Galuppi.
Il primo movimento, Adagio, in forma-sonata piuttosto rudimentale, presenta due temi fra loro simili, di carattere cantabile; lo sviluppo, appena accennato, si compone di sole tre battute. 
Il secondo movimento, Allegro, è anch'esso bitematico, ma stavolta i due temi sono ben distinti fra loro; il primo tema vede la preminenza del primo violino, con gli altri tre strumenti ridotti al ruolo di accompagnamento; il secondo tema inizia con l'arpeggio di Re maggiore esposto in stile di fuga; lo sviluppo presenta un nuovo tema di carattere contrappuntistico. 
Il terzo movimento offre un contrasto fra la solennità del Menuetto e la leggerezza del Trio in note staccate; il quarto movimento, Rondò, aggiunto da Mozart alcuni anni dopo l'ultimazione dei primi tre, è definito da Massimo Mila "grazioso ma alquanto tautologico". 